# Sydasiatiska mästerskapet i fotboll för damer
Sydasiatiska mästerskapet i fotboll för damer eller SAFF-mästerskapet är en regional turnering för AFC:s sydasiatiska damlandslag.

## Nationer
- Afghanistan (2005–2015)
- Bangladesh
- Bhutan
- Indien
- Maldiverna
- Nepal
- Pakistan
- Sri Lanka

## Resultat
| År   | Värdnation | Final      | Final    | Final      | Match om tredjepris     | Match om tredjepris              | Match om tredjepris              |
| År   | Värdnation | Vinnare    | Resultat | Tvåa       | Trea                    | Resultat                         | Fyra                             |
| ---- | ---------- | ---------- | -------- | ---------- | ----------------------- | -------------------------------- | -------------------------------- |
| 2010 | Bangladesh | Indien     | 1–0      | Nepal      | Bangladesh · Pakistan   | Match om tredjepris spelades ej. | Match om tredjepris spelades ej. |
| 2012 | Sri Lanka  | Indien     | 3–1      | Nepal      | Afghanistan · Sri Lanka | Match om tredjepris spelades ej. | Match om tredjepris spelades ej. |
| 2014 | Pakistan   | Indien     | 6–0      | Nepal      | Bangladesh · Sri Lanka  | Match om tredjepris spelades ej. | Match om tredjepris spelades ej. |
| 2016 | Indien     | Indien     | 3–1      | Bangladesh | Maldiverna · Nepal      | Match om tredjepris spelades ej. | Match om tredjepris spelades ej. |
| 2019 | Nepal      | Indien     | 3–1      | Nepal      | Bangladesh · Sri Lanka  | Match om tredjepris spelades ej. | Match om tredjepris spelades ej. |
| 2022 | Nepal      | Bangladesh | 3–1      | Nepal      | Bhutan · Indien         | Match om tredjepris spelades ej. | Match om tredjepris spelades ej. |